# 지토모시리섬
지토모시리섬(チトモシリ島)은 일본의 홋카이도섬 네무로반도 남쪽에 위치해 있는 작은 섬이다.
남쪽으로는 토모시리섬이 위치해 있다. 이 섬의 남서쪽에는 모리유리섬과 유루리시마섬이 위치한다. 기후는 한랭한 편이다.

## 같이 보기
- 토모시리섬
- 유루리시마섬
- 네무로시
- 네무로반도
- 모리유리섬